# 845 Naema
Naema (asteroide 845) é um asteroide da cintura principal com um diâmetro de 54,36 quilómetros, a 2,7513061 UA. Possui uma excentricidade de 0,0640733 e um período orbital de 1 840,96 dias (5,04 anos).
Naema tem uma velocidade orbital média de 17,37177553 km/s e uma inclinação de 12,62977º.
Este asteroide foi descoberto em 16 de Novembro de 1916 por Max Wolf.